# Гулевичи (Житковичский район)
Гулевичи (бел. Гулевічы) — деревня в Юркевичском сельсовете Житковичского района Гомельской области Белоруссии.

## География

### Расположение
В 25 км на северо-запад от районного центра и железнодорожной станции Житковичи (на линии Лунинец — Калинковичи), 245 км от Гомеля.

## Транспортная сеть
Транспортные связи по просёлочной, затем автомобильной дороге Лунинец — Калинковичи.

## История
Согласно письменных источников известна с XVI века. После 2-го раздела Речи Посполитой (1793 год) в составе Российской империи. Согласно инвентаря 1813 года фольварк. В 1850 году в поместье Ленин, владение князя Л. П. Витгенштейна. В 1879 году упоминается в числе селений Ленинского церковного прихода. В 1908 году в Ленинской волости Мозырского уезда Минской губернии.
В 1931 году организован колхоз имени А. Г. Червякова. Во время Великой Отечественной войны в феврале 1943 года немецкие оккупанты полностью сожгли деревню и убили 3 жителей. Согласно переписи 1959 года в составе совхоза «Ленинский» (центр — деревня Ленин).

## Население

### Численность
- 2004 год — 81 хозяйство, 185 жителей.

### Динамика
- 1850 год — 21 двор.
- 1897 год — 17 дворов, 237 жителей (согласно переписи).
- 1908 год — 39 дворов, 287 жителей.
- 1925 год — 50 дворов.
- 1940 год — 65 дворов, 395 жителей.
- 1959 год — 476 жителей (согласно переписи).
- 2004 год — 81 хозяйство, 185 жителей.

## Известные уроженцы
- Ф. И. Лисович — комиссар, затем командир партизанской бригады имени С. М. Кирова в Пинской области во время Великой Отечественной войны.